# Чертановка (приток Городни)
Черта́новка (Чертонавка, Чертона, Черкасовский ручей, Водянка, Беляевская речка, в Узком — Поддубенка, левый отвершек выше Коньковского оврага у Севастопольского проспекта — Лебяжий овраг) — река на юге Москвы. По одним источникам — значительный левый приток реки Городни. Согласно другому источнику — приток Москвы-реки. Также имеются сведения, что река вначале была притоком Городни, но затем её воды были отведены непосредственно в реку Москву. Образует Верхний и Малый Чертановские пруды.

## География и гидрология
Общая длина 12 км, в том числе 8,4 км в открытом русле, из них 1,2 км под водоёмами. Средний расход воды составляет 0,032 м³/с. Площадь бассейна — 33,7 км².
Река полностью протекает по территории Москвы, по Теплостанской возвышенности. Исток — около наивысшей точки Теплостанской возвышенности и самой высокой точке Москвы, у станции метро «Тёплый Стан». Согласно другому источнику, начинается у Профсоюзной улицы рядом с Палеонтологическим музеем и усадьбой Узкое. Протекает через Узкое, Битцевский лес, затем в подземном коллекторе до Варшавского шоссе, снова выходит на поверхность после Павелецкой железной дороги до 1-го Котляковского переулка, далее в промзоне перед Пролетарским проспектом течёт открыто примерно 560 м, затем под жилым массивом между Пролетарским проспектом и Каспийской улицей вдоль Кантемировской улицы (район Москворечье-Сабурово), и наконец, в нижнем течении после Каспийской улицы и Курской железной дороги выходит на поверхность и через 420 м впадает в Нижний Царицынский пруд (являющийся частью реки Городни) в его северной точке. Согласно другому источнику, впадает в Москву-реку подземным коллектором ниже Коломенского.
В пределах Узкого и в Битцевском лесу Чертановка имеет глубоковрезанную и живописную долину. По выходе из леса долина сужена, застроена и искусственно озеленена.

### Основные притоки
- Правый:
  - Дубинкинская речка (Усков овраг)
- Левые:
  - Коньковский ручей (Каневский овраг, Каняевский овраг)
  - Деревлёвский ручей (Водянка)

Все притоки протекают в открытом русле через Битцевский лес.

## Происхождение названия
Топонимист Р. А. Агеева указывает на наличие в источниках разных вариантов гидронима: Чертонавка, Чертона; существует также гидроним Чертанка, Чертома в бассейне реки Клязьмы. Таким образом, название деревни Чертаново должно быть производным от гидронима, а не наоборот, как часто считается. Названия рек Чертона, Чертома, по мнению Агеевой, имеют балтийское или финно-угорское происхождение.
По другой версии, река Чертановка названа по названию деревни Чертаново. По мнению географа Е. М. Поспелова, название деревни связано с некалендарным личным именем Чертан. Ср. Иван Федорович Чертанов, житель Ярославля, 1563 год. По мнению краеведа М. Ю. Коробко, название деревни, вероятно, происходит от фамилии одного из первых владельцев этой местности.

## История
Впервые название реки упоминается в писцовой книге 1627—1628 годов. На реке располагались «тянувшие» к селу Покровскому деревни Котляково и Дмитровская. Село Чертаново ещё не упоминается.
На берегах реки находились село Узкое, деревни Котляково, Ближнее Беляево, Шайдрово, Чертаново.
В прошлом нижнее течение Чертановки называлось Водянкой.
В 1991 году верховья и долина Чертановки в Узком объявлены памятником природы. Для очистки поверхностного стока сооружён пруд-отстойник по Кантемировской улице.

## Галерея

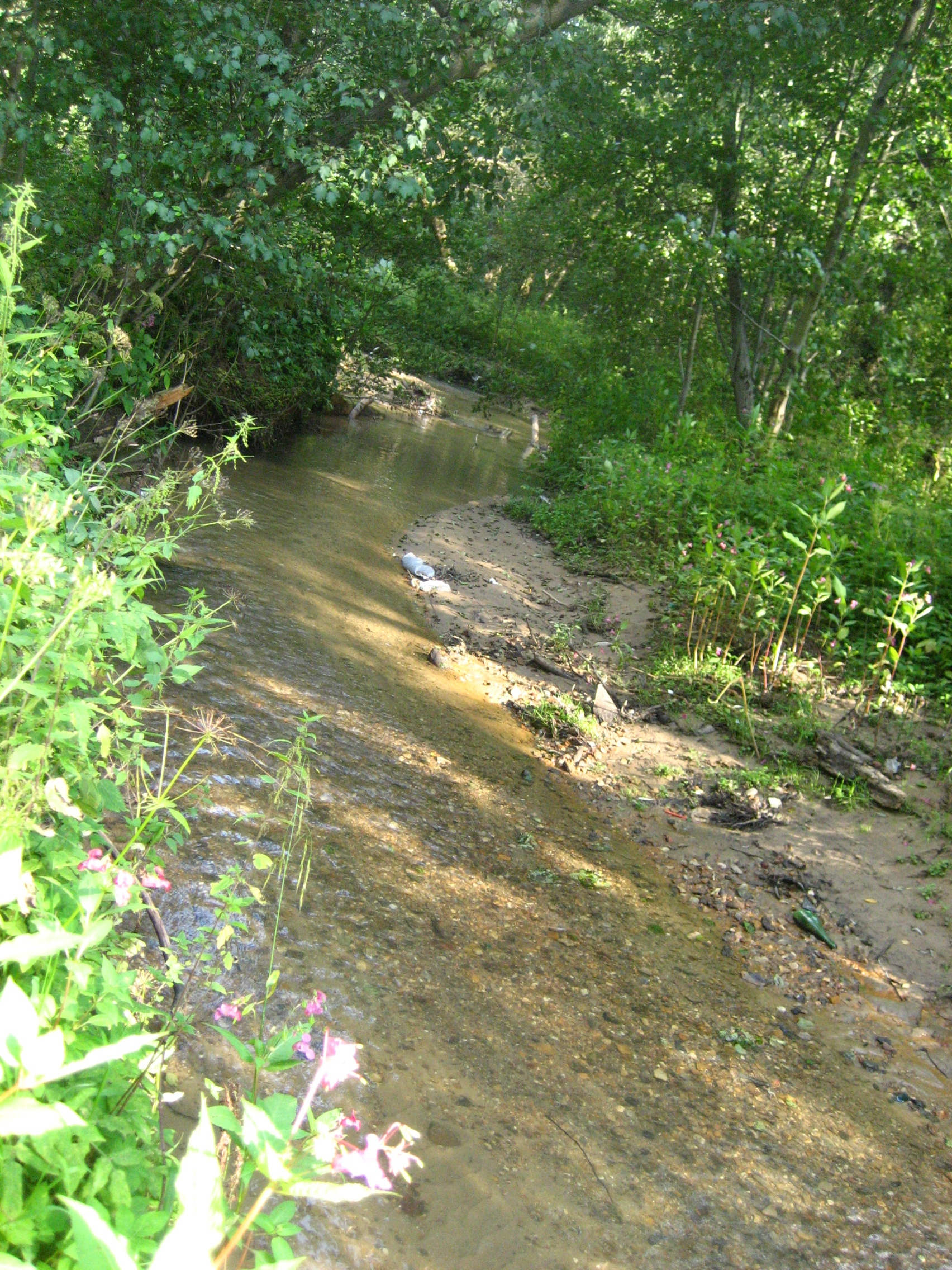
Чертановка в Битцевском лесу
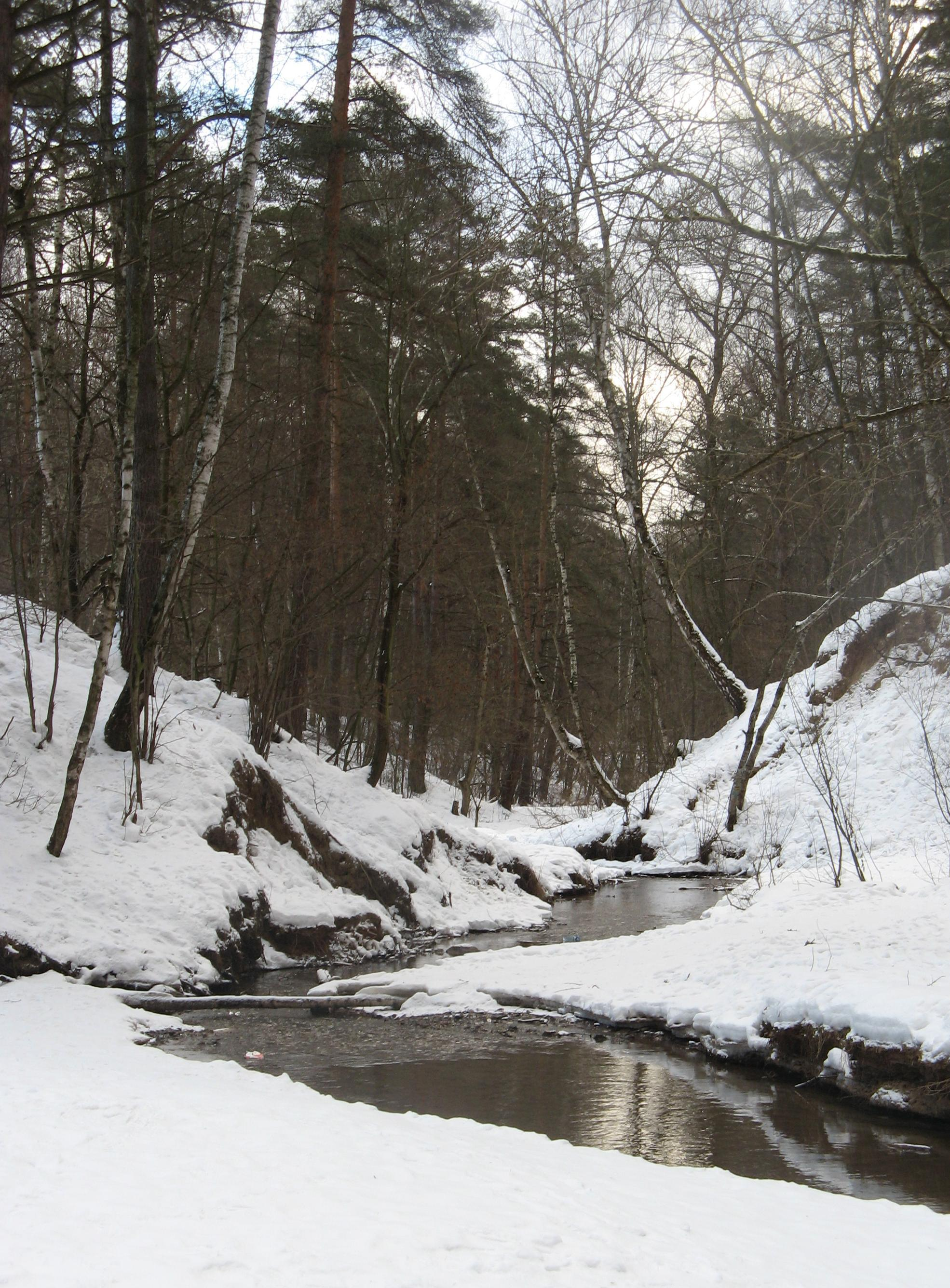
Чертановка в Битцевском лесу, возле Лысой горы (зима)
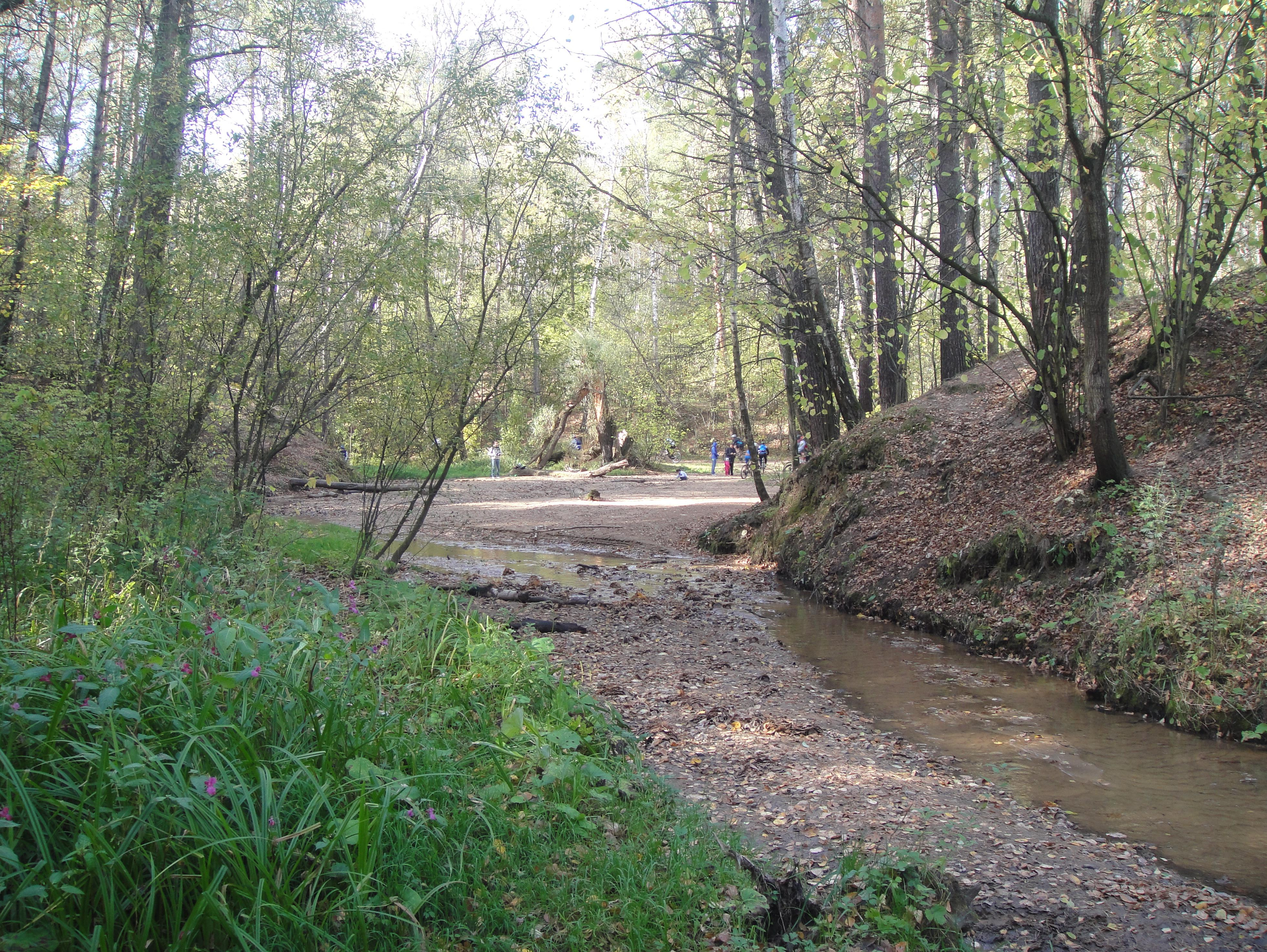
Чертановка в Битцевском лесу, возле Лысой горы (осень)